# Apri gli occhi
Apri gli occhi (Abre los ojos) è un film del 1997 scritto e diretto da Alejandro Amenábar. 
Vanilla Sky di Cameron Crowe è il remake hollywoodiano di questo film, e Penélope Cruz vi interpreta lo stesso ruolo.

## Trama
Una voce femminile ripete ossessivamente di aprire gli occhi: è la suoneria di una sveglia. César, avvenente giovane madrileno, ricco e di successo, è rinchiuso in un ospedale psichiatrico giudiziario, con l'accusa di omicidio e con il volto orribilmente sfigurato, celato da una maschera. L'uomo narra l'antefatto a uno psichiatra che dovrà redigere una perizia da presentare al giudice. Alla sua festa di compleanno César incontra la bella Sofia e tra i due scaturisce un'immediata intesa. Il giorno dopo, Nuria, sua ex-amante molto gelosa, lo invita a salire in macchina per un ultimo incontro di sesso, ma la donna provoca deliberatamente un incidente nel quale lei resta uccisa e César orribilmente sfigurato. Il giovane prova a ricontattare Sofia ma lei lo allontana, imbarazzata per il suo aspetto, per poi rivederlo e confidargli il suo amore. Poco tempo dopo César si sottopone a un salvifico intervento chirurgico al volto, riacquistando le sue sembianze, e i due tornano insieme.
Durante una notte d'amore, però, Sofia sembra sparire improvvisamente, sostituita inspiegabilmente da Nuria. Egli non crede ai suoi occhi e la colpisce al volto per quindi legarla al letto e correre alla centrale di polizia per denunciare la sparizione di Sofia. César ritiene che Nuria abbia simulato la morte per complottare contro di lui, sottoponendolo a una tortura psicologica. Tutti, compreso il suo amico stretto Pelayo, lo credono un visionario, ribadendogli la morte della ex amante. Proseguendo l'alternarsi delle visioni tra Sofia e Nuria, l'equilibrio mentale di César tracolla. Una notte, durante un amplesso con Sofia, è convinto di ritrovarsi con Nuria e la soffoca con il cuscino.
Il racconto di lui termina nell'ospedale psichiatrico giudiziario. Dopo qualche giorno, guardando la televisione, César riconosce casualmente un ricercatore, apparso in alcuni suoi sogni e che lavora per la Life Extension, un'azienda che promette l'immortalità, criogenizzando i cadaveri perché siano conservati fino al giorno in cui la Scienza ne consenta la resurrezione. Per fare luce sui suoi ricordi, César e lo psichiatra, scortati della polizia, si recano nella sede madrilena della società. Qui apprende con sgomento di aver stipulato un contratto con essa: egli è morto e sta vivendo un sogno lucido. Dopo una rocambolesca fuga dall'edificio, egli rincontra un tale Edmondo, visto precedentemente in un locale, che gli spiega di essere una figura creata dalla Life Extention per dare supporto ai soggetti che perdono il controllo dei loro sogni.
César, sfigurato dopo l'incidente, si sarebbe dunque suicidato per essere a sua volta congelato, fino a quando la scienza è stata in grado di resuscitarlo, non prima di fargli vivere un sogno propedeutico, con immagini della sua esistenza precedente. A causa di un'interferenza dell'inconscio, esso si sarebbe via via trasformato in un incubo, culminando nell'omicidio e nell'arresto. César esprime la propria volontà di mettervi fine, onde avere la definitiva resurrezione nel mondo futuro. Sul tetto del grattacielo dell'azienda, al cospetto di una Sofia rediviva e di un incredulo psichiatra, egli si lancia quindi nel vuoto. Durante la caduta, la sequenza si interrompe, l'immagine si dissolve in nero e di nuovo una voce femminile gli sussurra di aprire gli occhi.

## Accoglienza
Presentato al Festival del cinema di Venezia, il film fu campione di incassi a Madrid, dove superò il concomitante Titanic.
Anche la critica lo accolse favorevolmente: sull'aggregatore di recensioni Rotten Tomatoes ha raggiunto l'87% di recensioni positive.

## Riconoscimenti
- 1999 - Premio Goya
  - Miglior trucco
  - Candidatura miglior film
  - Candidatura miglior produzione
  - Candidatura miglior regia
  - Candidatura miglior attore protagonista per Eduardo Noriega
  - Candidatura miglior montaggio
  - Candidatura migliore sceneggiatura originale
  - Candidatura miglior sonoro
  - Candidatura miglior scenografia
  - Candidatura Migliori effetti speciali
- 1999 - Festival di Berlino
  - Menzione d'onore a Alejandro Amenabar
- 1998 - Tokyo International Film Festival
  - Grand Prix per il miglior film